# Plaque d'immatriculation tunisienne

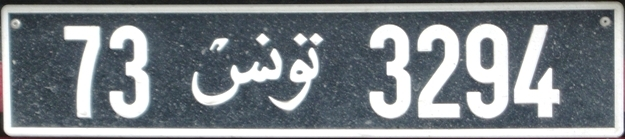
Plaque d'immatriculation tunisienne.

La plaque d'immatriculation tunisienne permet l'identification des véhicules enregistrés en Tunisie.
Elle se présente sous la forme « Y تونس X », où X et Y sont des nombres, le tout écrit en blanc sur fond noir. À gauche, deux ou trois chiffres désignent la série qui est en incrémentation illimitée alors qu'à droite, les quatre chiffres désignent le numéro d'enregistrement du véhicule dans la série qui est compris entre 1 et 9 999. La série et le numéro d'enregistrement sont séparés par le nom de la Tunisie en arabe.
Jusqu'à l'indépendance, la plaque se présente sous la forme « X TU Y » (TU pour Tunisie). À titre d'exemple, la voiture du leader nationaliste Farhat Hached, assassiné en 1952, était immatriculée « 2418 TU 8 ».

## Dimensions

### Motocyclettes
Seule une plaque à l'arrière est exigée. Sa longueur doit être de 170 millimètres et sa largeur de 120 millimètres.

### Autres véhicules
La plaque avant doit avoir une longueur de 450 millimètres et une largeur de 100 millimètres. La plaque arrière doit être plus grande avec une longueur de 520 millimètres et une largeur de 110 millimètres. Si la plaque arrière est sur deux lignes, la longueur doit être de 275 millimètres et la largeur de 200 millimètres.

## Variantes
Le passage d'une série à la suivante se fait à chaque enregistrement de 9 999 véhicules. La forme précitée concerne les véhicules possédés par des privés (personnes morale ou physique) ; elle est attribuée à tout véhicule. Une forme différente est réservée pour les cas suivants :
- Ministères et offices de l'État : sous la forme « X1 - X2 » écrit en rouge sur fond blanc, X1 désignant le ministère et X2 donnant le numéro de série ;
- Forces de sécurité intérieures : texte correspondant à la section suivie d'un chiffre, écrit en noir sur fond blanc ;
- Protection civile : texte correspondant à la section suivie d'un chiffre, écrit en blanc sur fond noir ;
- Douane : sigle de la douane suivi d'un chiffre, écrit en bleu sur fond blanc ;
- Armée : sigle de l'armée suivi d'un chiffre, écrit en blanc sur fond noir ;
- Missions diplomatiques : sous la forme « W1 MD ب د W2 » (« W1 CMD رب د W2 » pour les chefs de missions diplomatiques), écrit en noir sur fond blanc, W1 désignant l’entité diplomatique et W2 donnant le numéro de série ;
- Missions consulaires : sous la forme « W1 MC ث ق W2 », écrit en noir sur fond blanc, W1 désignant l’entité diplomatique et W2 donnant le numéro de série ;
- Corps diplomatiques : sous la forme « W1 CD س د W2 », écrit en noir sur fond blanc, W1 désignant l’entité diplomatique et W2 donnant le numéro de série ;
- Corps consulaires : sous la forme « W1 CC س ق W2 », écrit en noir sur fond blanc, W1 désignant l’entité diplomatique et W2 donnant le numéro de série ;
- Personnels administratifs et techniques des missions diplomatiques : sous la forme « W1 PAT م أ ف W2 », écrit en noir sur fond blanc, W1 désignant l’entité diplomatique et W2 donnant le numéro de série ;
- Véhicules à immatriculation tunisienne exemptés de la TVA (régime suspensif) : sous la forme « X ن ت », écrit en blanc sur fond noir (remplace « RS X ح ا ») ;
- Véhicules en essai par les concessionnaires de véhicules sous la forme « X ع ع », écrit en noir sur fond jaune ;
- Tracteurs agricoles : sous la forme « X ج ف », écrit en blanc sur fond noir ;
- Véhicules remorqués : sous la forme « X ع م	 », écrit en blanc sur fond noir ;
- Engins spéciaux : sous la forme « X م خ », écrit en blanc sur fond noir ;
- Motocyclettes et quads :  sous la forme « X د ن », écrit en blanc sur fond noir ;
- Véhicules de location sous la forme « Y تونس X », écrit en blanc sur fond bleu, passé en 2019 sous la forme « Y تونس X », écrit en blanc sur fond noir, avec un autocollant rond de couleur verte contenant la lettre « L » collé à la vitre arrière du véhicule[2].

Le tableau ci-dessous donne la correspondance entre X1 et le ministère concerné (liste non exhaustive) :

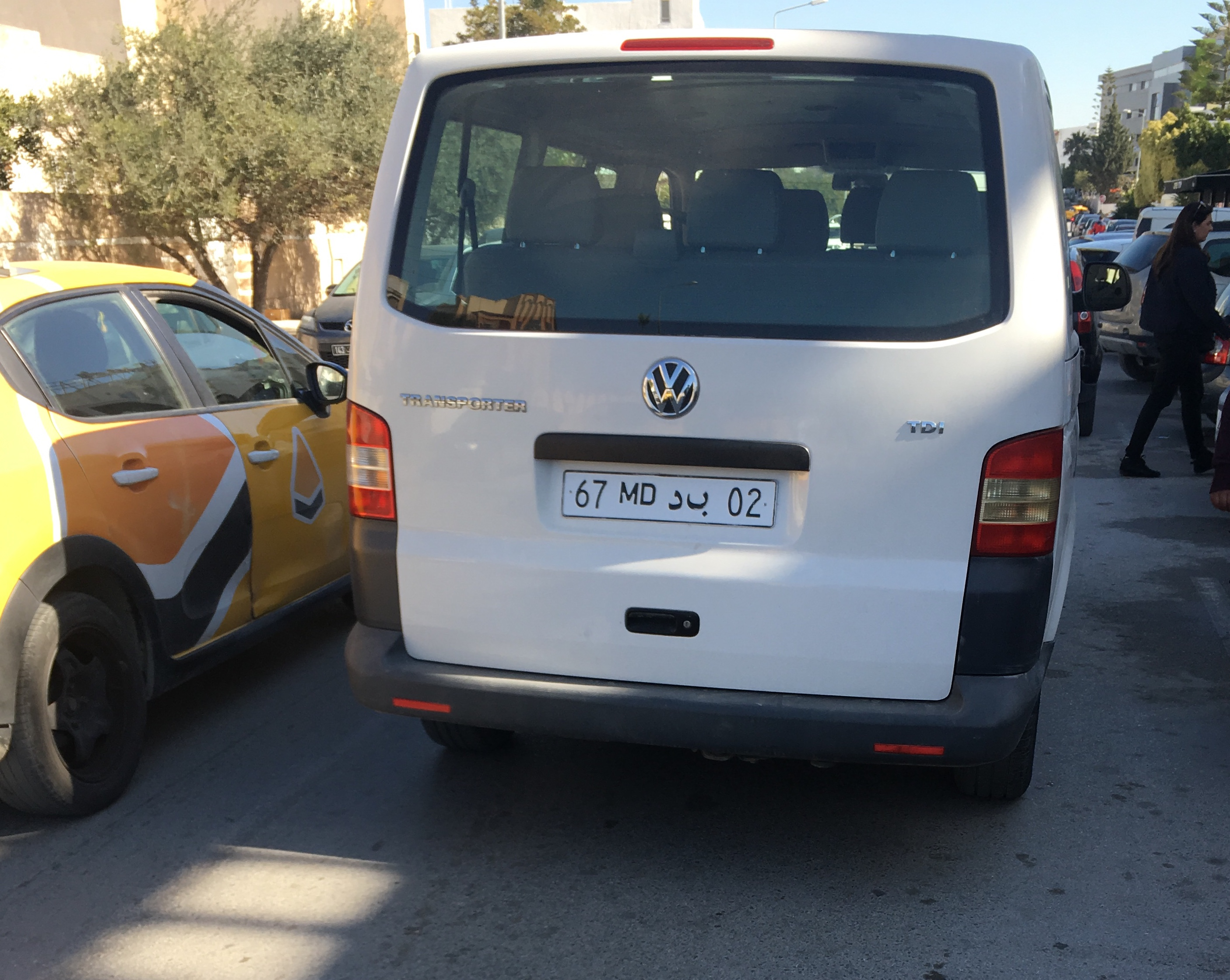
Voiture de la mission diplomatique (MD) de la République du Congo à Tunis en 2020.

| Numéro | Nom du ministère                                                                                  |
| ------ | ------------------------------------------------------------------------------------------------- |
| 01     | Présidence du gouvernement                                                                        |
| 02     | Ministère de l'Intérieur                                                                          |
| 03     | Ministère de la Justice                                                                           |
| 04     | Ministère des Affaires étrangères                                                                 |
| 05     | Ministère de la Défense nationale                                                                 |
| 06     | Ministère des Affaires religieuses                                                                |
| 07     | Ministère de la Coopération internationale                                                        |
| 08     | Ministère des Finances                                                                            |
| 09     | Ministère de l'Industrie                                                                          |
| 10     | Ministère du Développement                                                                        |
| 11     | Ministère de l'Agriculture, des Ressources hydrauliques et de la Pêche                            |
| 12     | Ministère des Domaines de l'État et des Affaires foncières                                        |
| 13     | Ministère de l'Équipement                                                                         |
| 14     | Ministère de l'Environnement                                                                      |
| 15     | Ministère du Transport                                                                            |
| 16     | Ministère du Tourisme                                                                             |
| 17     | Ministère des Technologies de la communication                                                    |
| 18     | Ministère de l'Enseignement supérieur et de la Recherche scientifique et Ministère de l'Éducation |
| 19     | Ministère de la Culture                                                                           |
| 20     | Ministère de la Santé                                                                             |
| 21     | Ministère des Affaires sociales                                                                   |
| 22     | Ministère de la Formation professionnelle et de l'Emploi                                          |
| 23     | Ministère de la Jeunesse et des Sports                                                            |

## Historique des séries
Chaque série d'immatriculation des véhicules tunisiens fait référence à une année et donc son âge (dans le cas d'une voiture neuve). Par exemple, pour l'année 2008, les séries vont de 131 à 136.